# You Can't Do That on Stage Anymore, Vol. 2
You Can't Do That on Stage Anymore, Vol. 2 dvostruki je album uživo na CD-u američkog glazbenika Frank Zappe, koji izlazi u listopadu 1988.g. Unatoč tome što na omotu stoji natpis "The Helsinki Concert" na albumu se ne nalaze sve pjesme s tog koncerta. Nekoliko se pjesama razlikuje od koncertne izvedbe u Helsinkiju iz godine 1974.
Popis pjesama je dosta sličan albumu Roxy & Elsewhere, koji je snimio sa sastavom "The Mothers". Zappa je na ovome albumu prezentirao svoje najbolje izvedbe u svojoj glazbenoj karijeri.

## Popis pjesama

### Disk 1
1. "Tush Tush Tush (A Token of My Extreme)"  – 2:48
2. "Stinkfoot"  – 4:18
3. "Inca Roads"  – 10:54
4. "RDNZL"  – 8:43
5. "Village of the Sun"  – 4:33
6. "Echidna's Arf (Of You)"  – 3:30
7. "Don't You Ever Wash That Thing?"  – 4:56
8. "Pygmy Twylyte"  – 8:22
9. "Room Service"  – 6:22
10. "The Idiot Bastard Son"  – 2:39
11. "Cheepnis"  – 4:29

### Disc two
1. "Approximate"  – 8:11
2. "Dupree's Paradise"  – 23:59
3. "Satumaa (Finnish Tango)" (Mononen)  – 3:51
4. "T'Mershi Duween"  – 1:31
5. "The Dog Breath Variations"  – 1:38
6. "Uncle Meat"  – 2:28
7. "Building a Girl"  – 1:00
8. "Montana (Whipping Floss)"  – 10:15
9. "Big Swifty"  – 2:17

## Izvođači
- Frank Zappa – prva gitara, vokal
- Napoleon Murphy Brock – saksofon, vokal
- George Duke – klavijature, vokal
- Ruth Underwood – udaraljke
- Tom Fowler – bas-gitara
- Chester Thompson – bubnjevi

## Vanjske poveznice
- Informacije na Lyricsu
- Detalji o izlasku